# Ponte Internacional Alba Posse - Porto Mauá
A Ponte Internacional Alba Posse - Porto Mauá será um viaduto sobre o rio Uruguai que ligará as cidades de Alba Posse, na Argentina e a de Porto Mauá, no Brasil. Segundo o Departamento Nacional de Infraestrutura de Transporte do Brasil (DNIT), as obras começarão entre finais de 2016 e começos de 2017, com um prazo de execução de 18 meses e um custo de 23.5 milhões de dólares, que inclui a construção da ponte e dos acessos em ambos países.

## Antecedentes

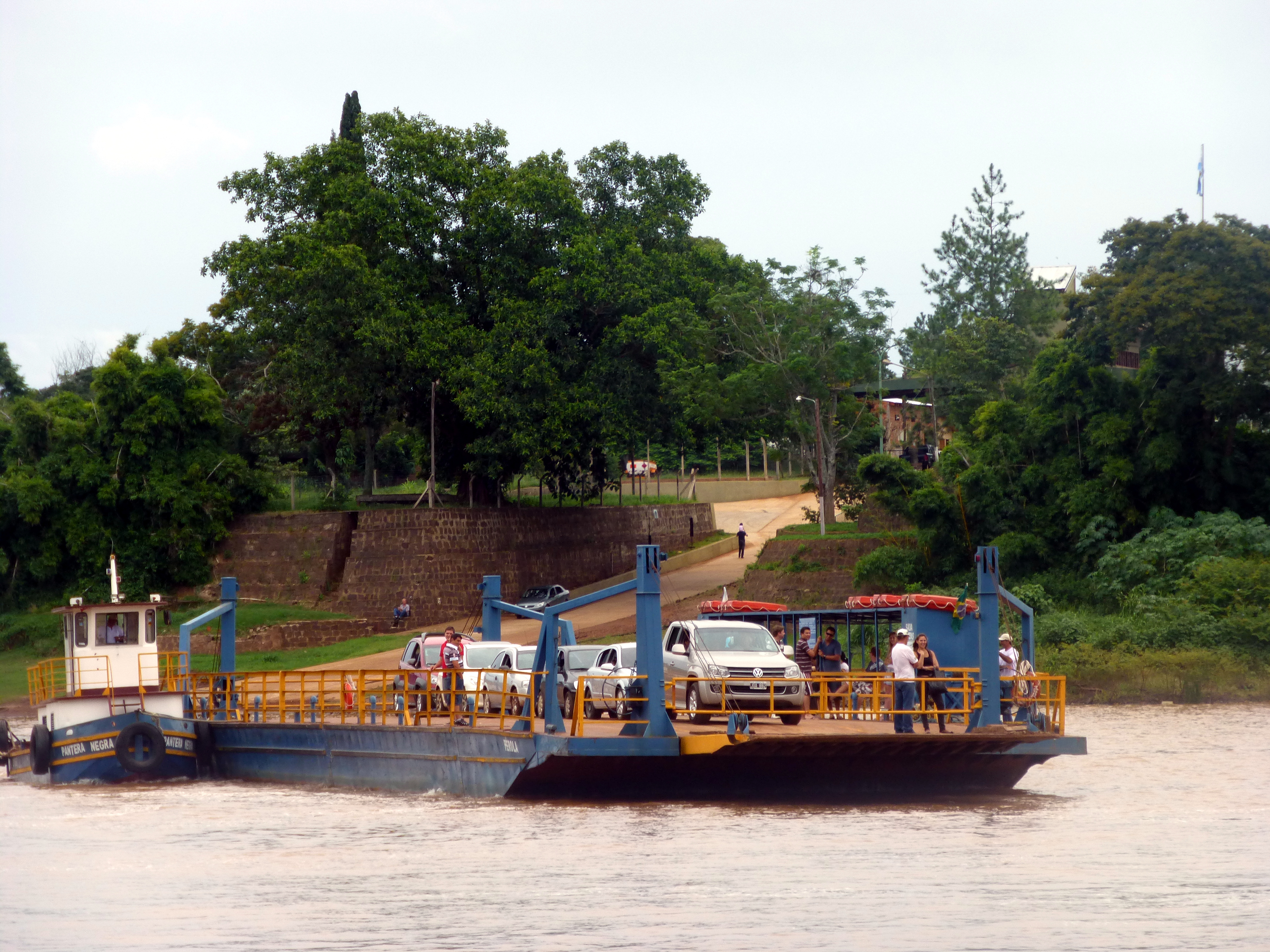
Travessia de balsa no rio Uruguai.

Alba Posse, na província argentina de Misiones, e Porto Mauá, no estado brasileiro do Rio Grande do Sul, encontram-se separadas pelo rio Uruguai. A conexão entre ambas cidades se realiza por meio de uma travessia de balsas, que operam em horários diurnos. Este serviço vê-se interrompido em diversos momentos do ano devido às frequentes cheias do rio Uruguai, que deixam incapacitado o passo internacional. Quando isto ocorre, as alternativas são a Ponte da Integração (localizada a 242 quilômetros ao sul), que liga as cidades de Santo Tome e São Borja, ou o passo de fronteira seca (localizado a 285 quilômetros ao norte), que liga as cidades de Bernardo de Irigoyen com a de Dionísio Cerqueira, em Santa Catarina.
Para incentivar a construção da ponte, diversas organizações levaram anos peticionando ante o governo Nacional da Argentina e Federal do Brasil. Em 1959 foi firmada a primeira ata pró-ponte na localidade de Aristóbulo del Vale e participaram entre outros, a Fundação Pró-Ponte, a Fundação Zona Centro e a Câmara Regional da Indústria, Produção e Comércio de Oberá (CRIPCO).
Em 3 de fevereiro de 2012 foi assinado um acordo na cidade de Foz do Iguaçu entre o Departamento Nacional de Infraestrutura de Transportes (DNIT) do Brasil e o Ministério de Planejamento da Argentina no qual as partes se comprometiam a iniciar os estudos de viabilidade técnica, econômica e ambiental em um prazo de 230 dias. Os estudos foram concluídos no final de 2015 e a partir de então o DNIT confirmou que a primeira ponte a se construir será a de Alba Posse-Porto Mauá com um início estimado das obras para 2016 ou no mais tardar, princípios de 2017. O projeto ademais contempla, uma vez finalizado esta ponte, a construção de mais dois viadutos entre as cidades de San Javier-Porto Xavier e as de Alvear-Itaqui.

## Projeto
O projeto contempla a construção de uma ponte de concreto com vãos isostáticos de 41 metros e uma extensão de 1230 metros de comprimento com 14 metros de largura. Ademais prevê-se a construção dos acessos em ambas cidades e a criação de um Centro Unificado de Fronteira. As obras demandarão 18 meses e a ponte estará ligada pela Rodovia Provincial 103 do lado argentino e RS-344 do lado brasileiro.